# Раннерс (стадіон)
Стадіон «Раннерс» або «БіоНутріа Парк Раннерс» (дан. Randers Stadion, BioNutria Park Randers) — футбольний стадіон у місті Раннерс, Данія, домашня арена ФК «Раннерс».
Стадіон побудований та відкритий 1961 року. Протягом 2006—2007 років здійснена капітальна реконструкція, у ході якої модернізовано всі трибуни, окрім Північної, встановлено автоматичні системи поливу та обігріву поля, оновлено систему освітлення. У 2012 році реконструйовано Північну трибуну. Потужність арени становить 10 300 глядачів, 9 000 з яких забезпечені сидячими місцями. Максимально спроможна потужність складає 13 300 глядачів. Трибуна «Спаркассен Кроньїланд» має 2 697 місць, «Енерджі Раннерс» — 2 407, «Маркус» — 11 011 сидячих та 2 886 стоячих, Північна — 2 400 сидячих та 400 сидячих місця. Стадіон є сучасною футбольною арено та відповідає вимогам УЄФА.
Арена має оригінальну назву «Раннерс». З 2015 року носить комерційну назву «БіоНутріа Парк Раннерс». Також стадіон мав назви «Ессекс Парк Раннерс» та «АвтоСі Парк Раннерс», пов'язані зі спонсорськими угодами.
Окрім футбольних матчів на арені проводять концерти та інші культурні заходи. Зокрема, 6 червня 2007 року на стадіоні відбувся концерт гурту «Aerosmith», який відкрив їх європейський тур.